# کامدن (آرکانزاس)
کامدن (آرکانزاس) (به انگلیسی: Camden, Arkansas) یک شهر در ایالات متحده آمریکا با جمعیت ۱۲٬۱۸۳ نفر است که در آرکانزاس واقع شده‌است.

## موقعیت جغرافیایی
موقعیت جغرافیایی شهرها و مناطق اطراف به شرح زیر است: